# Lamborghini Islero
De Lamborghini Islero is een 2+2-sportwagen geproduceerd door Lamborghini. De naam Islero komt van de stier die stierenvechter Manolete doodde. Voor het chassis van de Islero werd het oude chassis van de 400 GT als basis gebruikt. Door het nieuwe chassis was er plaats om bredere banden te plaatsten en was er meer ruimte in het interieur. Nadat er 125 Islero's gebouwd waren, kwam in 1969 de Islero S. Van deze verbeterde versie werden nog 100 stuks geproduceerd.

## Specificaties
De Islero heeft 330 pk waarmee hij in 6,4 seconden naar 100 km/h gaat. De topsnelheid ligt op 248 km/h. De Islero S heeft 350 pk waarmee hij twee tienden sneller naar de 100 km/h gaat en de topsnelheid 11 km hoger ligt. Beide versies hebben een onafhankelijke ophanging en schijfremmen, al zijn de remmen van de S iets groter dan die van de oude versie.
Huidige modellen:
Huracán ·
Aventador ·
Urus
Uitvoeringen Lamborghini Gallardo:
Coupé ·
SE ·
Spyder ·
Superleggera ·
LP560-4 ·
LP560-4 Spyder ·
LP550-2 Valentino Balboni ·
LP570-4 Superleggera
Uitvoeringen Lamborghini Murciélago:
Coupé ·
Roadster ·
40th Anniversary ·
LP640 ·
LP640 Roadster ·
LP650-4 Roadster ·
LP670-4 SV ·
Reventón ·
Reventón Roadster
Oudere modellen:
350 GT · 
400 GT · 
Miura · 
Espada · 
Flying Star II · 
Islero · 
Jarama · 
Urraco · 
Countach · 
Silhouette · 
Jalpa · 
LM002 · 
Diablo · 
Murciélago ·
Gallardo
Concepten:
Alar ·
Asterion ·
Athon ·
Estoque ·
Sesto Elemento ·
Portofino